# Alejandro Arroz
Alejandro Arroz (Salta, 20 de noviembre de 1961) es un productor, guionista y director de cine argentino, laureado con variados premios del cine argentino e internacionales. 

## Biografía
Alejandro Arroz inició oficialmente su carrera en las artes audiovisuales en el Centro de Estudios Cinematográficos de Buenos Aires seguido a lo largo de los años por varios seminarios internacionales de perfeccionamiento. 
En 1985 ocupó el cargo de director asistente en Corazón de tango de Rubén Estrella, ganando el primer premio en el Festival Internacional de Zagreb (antigua Yugoslavia).
En 1988 fue uno de los miembros fundadores de Yacoraite Film, cooperativa responsable de producir las películas La deuda interna y La última siembra de Miguel Pereira, trabajando en esta última en el departamento de edición.
En 1991 fundó PACT (Producciones Alternativas de Cine y Televisión) centrando sus esfuerzos en la difusión, promoción y producción de documentales mostrando por primera vez la realidad social y cultural de quienes habitan las remotas fronteras del noroeste argentino y recibiendo el apoyo de la Fundación Antorchas, el Instituto Nacional de Cine y Artes Audiovisuales (INCAA), y la Secretaría de Cultura de la Nación entre otros.
En el año 1993 fue reconocido por la Organización de las Naciones Unidas (ONU) por sus trabajos en favor de los Pueblos Originarios y acreditado para participar de la Conferencia Mundial en Contra del Racismo, la Xenofobia y la Discriminación (WCAR) realizada en Durban, Sudáfrica.
En 1997 creó junto a la Secretaría de Cultura de Salta la "Semana de Cine Argentino en Salta" convirtiéndose en uno de los acontecimientos culturales más destacados de la Provincia de Salta, que desde su creación al presente continúa vigente.
En el año 2000 creó un proyecto inédito de enseñanza y capacitación de técnicos para largometrajes en el noroeste argentino. El Taller Anual de Cine en Salta dio inicio en octubre del mismo año. Contaba con equipamiento profesional de cámaras, luces, producción y posproducción en Full HD. Ello posibilitaba un espacio creativo audiovisual para artistas de la región que de otra manera no tenían acceso al medio cinematográfico nacional. Cada taller culminaba  con la realización de cortometrajes y colaboración activa en la producción de largometrajes, varios de los cuales participaron y ganaron premios en diversos festivales nacionales e internacionales.
El primer largometraje producido por el Taller de Cine bajo su dirección fue "Luz de Invierno" que resultó ganador del primer premio del Concurso Nacional de largometrajes del Interior, seguido el siguiente año por "Pallca" consiguiendo un primer premio por unanimidad en el Concurso Nacional de guiones sobre Niñez y Juventud, organizado por el Instituto Nacional de Cine y Artes Audiovisuales (INCAA) que bajo la consigna "Una mirada diferente para un mundo diferente" organiza una muestra la cual, con tres ediciones anteriores en distintos puntos del planeta, llega por primera vez a Sudamérica bajo el auspicio del Centro Internacional de Cine para la Infancia y la Juventud (CIFEJ), la Organización de Estados Iberoamericanos (OEI), UNESCO y UNICEF, marcando un hito en la cinematografía argentina por la participación integral de las comunidades Kollas de Iruya.
En el año 2008 fundaría junto a Matilde Casermeiro "El Cine Club de los Miércoles" que desde su inicio hasta la actualidad funciona en la sede de la Fundación COPAIPA. El proyecto es destinado a la exhibición de obras cinematográficas nacionales e internacionales.
En 2010 iniciaría la producción de dos largometrajes documentales con un equipo mixto argentino-cubano referentes a la Revolución Cubana, "Alberto Castellanos, la vanguardia del Ché en Orán" y "Alberto Granado, el viajero incesante" que serán estrenados en La Habana, Santa Clara, Holguín, Santiago de las Vegas y Las Tunas en Cuba durante enero de 2016.
Durante 2011 y 2012 el Taller de Cine de Salta resultó ganador de los Concursos Federales para la Televisión Digital (INCAA-TDA) produciendo la serie de documentales "Blanco y Negro" y la serie de ficción "Historias de la Orilla", los cuentos de Carlos Hugo Aparicio.
En 2013 un nuevo proyecto (Los Vilca Condorí), seleccionado entre 170 concursantes, resultaría ganador del concurso nacional "30 Años de Democracia" organizado por la TV Pública en coproducción con la SecretarÍa de Cultura de la Presidencia de la Nación a través del Centro de Producción e Investigación Audiovisual (CePIA) para ser transmitido por el canal de televisión pública nacional (TVP).

## Filmografía
| Año  | Proyecto                                           | Categoría    | Rol                                                          | Notas   |
| ---- | -------------------------------------------------- | ------------ | ------------------------------------------------------------ | ------- |
| 1985 | Corazón de Tango                                   | Cortometraje | Director Asistente                                           |         |
| 1988 | La deuda interna                                   | Largometraje | Asistente de Cámara                                          |         |
| 1991 | La Última Siembra                                  | Largometraje | Asistente de Edición                                         |         |
| 1991 | A'HUTSAJ Rito Prohibido                            | Documental   | Director                                                     |         |
| 1995 | Rey Muerto                                         | Cortometraje | Asistente de Producción                                      |         |
| 1995 | Serie Lazos                                        | Documental   | Director - Cámara                                            |         |
| 1997 | Tierra Firme                                       | Documental   | Director                                                     |         |
| 2000 | Sikuris en Punta Corral                            | Documental   | Director                                                     |         |
| 2007 | Luz de Invierno                                    | Largometraje | Director - Productor Ejecutivo - Editor - Cámara - Guionista | Ficción |
| 2010 | Blanco & Negro                                     | Documental   | Director - Guionista                                         |         |
| 2012 | Historias de la Orilla                             | Serie        | Director - Productor - Cámara - Editor                       | Ficción |
| 2015 | Pallca                                             | Largometraje | Director - Productor Ejecutivo - Editor - Cámara - Guionista | Ficción |
| 2016 | Los Vilca Condorí                                  | Documental   | Director - Guionista - Cámara - Director de Fotografía       |         |
| 2016 | Alberto Granado, el viajero incesante              | Documental   | Director                                                     |         |
| 2016 | Alberto Castellanos, la vanguardia del Ché en Orán | Documental   | Director                                                     |         |

## Premios
- 2013 Ganador del concurso nacional "30 Años de Democracia" organizado por la SecretarÍa de Cultura de la Presidencia de la Nación, conjuntamente con Canal 7 y la Organización de Estados Iberoamericanos (OEI) con el proyecto Los Vilca Condorí.[20]
- 2013 Ganador del "Fondo Ciudadano de Desarrollo Cultural" organizado por el Ministerio de Cultura y Turismo de la Provincia de Salta con el proyecto Preservación de la Memoria Audiovisual Regional.[26]
- 2012 Ganador de concurso "Series de Ficciones Federales" del Plan Operativo de Promoción y Fomento de Contenidos Audiovisuales y Digitales[27] 2011 (Segunda Edición) con el proyecto Historias de la Orilla,[17][18] los cuentos de Carlos Hugo Aparicio. Región NOA. Instituto Nacional de Cine y Artes Audiovisuales (INCAA).
- 2011 Ganador del concurso "Series de documentales Federales" del Plan Operativo de Promoción y Fomento de Contenidos Audiovisuales y Digitales[27] 2010 (Primera Edición) con el proyecto Blanco y Negro.[15] Región NOA. Instituto Nacional de Cine y Artes Audiovisuales (INCAA).
- 2003 Primer premio del Concurso Nacional de Guiones sobre la Crisis 2001/2002, integrando el grupo de 13 producciones de ficción con el proyecto El Hombre de la Casa. Buenos Aires.
- 2001 Primer Premio del Concurso Nacional de guiones sobre Niñez y Juventud organizado por el Instituto Nacional de Cine y Artes Audiovisuales (INCAA) y el Ministerio de Educación de la Pcia. de Buenos Aires. Proyecto Pallca.[10] Buenos Aires.
- 2000 Primer premio del Concurso Nacional de largometrajes del Interior, organizado por el Instituto Nacional de Cine y Artes Audiovisuales (INCAA). Proyecto Luz de Invierno.[8][9] Buenos Aires.
- 1999 Premio ATVC Asociación Argentina de Televisión por Cable[28] al mejor programa de documentales del país por los documentales de la serie Tierra Firme,[23] señal Magazine Satelital. Categoría máxima (8). Buenos Aires.
- 1997 Primer premio del Concurso de Programas Culturales para Televisión. Región Noroeste Argentino (NOA) Instituto Nacional de Cine y Artes Audiovisuales (INCAA) y Secretarías de Cultura de Salta, Tucumán, Santiago del Estero, Catamarca y Jujuy. Proyecto Tierra Firme[23] (programas documentales). Salta.
- 1996 Ganador de la beca "Taller Internacional de Perfeccionamiento en Cine" Organizado por las Fundaciones Antorchas[4] (Argentina), Andes[29] (Chile), Vitae[30] (Brasil), Rockeffeller[31] y Mac Arthur (Estados Unidos). Proyecto El Verdadero Tiempo, Ñande Arete Coñai. Buenos Aires.
- 1995 Primer premio en el Concurso de Programas de Televisión para el Instituto Nacional de Cine y Artes Audiovisuales (INCAA). Serie Lazos[22] (programas documentales). Salta.
- 1994 Primer Premio del Primer Certamen Nacional de Documentales. Instituto Nacional de Cine y Artes Audiovisuales (INCAA), UNCIPAR y Canal 13. Buenos Aires.
- 1993 Mención Especial del Jurado (Mejor Documental). 1.er Concurso de Programas de Televisión de las Provincias Argentinas "Imágenes de fin de un Milenio". Centro de Integración Cultura y Sociedad (CICCUS).
- 1992 Primer Premio al mejor documental en el Festival Nacional de Cine y Video Independiente de Cipolletti. Río Negro.[32]
- 1990 Ganador del concurso anual de Becas y Subsidios a la Creación Artística. Fundación Antorchas.[4] Proyecto documental "A'HUTSAJ, rito prohibido[21]". Buenos Aires.